# Чмыхало, Анатолий Иванович
Анато́лий Ива́нович Чмыха́ло (24 декабря 1924, Вострово, Сибирский край — 15 марта 2013, Красноярск) — советский русский писатель и поэт, журналист. Заслуженный работник культуры РСФСР.

## Жизненный путь
Родился 24 декабря 1924 года в селе Вострово (ныне Волчихинский район Алтайского края).
В 10 лет остался без матери. Отец с тремя детьми переезжает сначала в Колпашево, затем в Алма-Ату к родственникам, где Анатолий Чмыхало окончил среднюю школу и поступил в Алма-Атинский юридический институт (1941). В августе 1942 года, несмотря на возраст, поступает на ускоренные курсы в Киевское артиллерийское училище (эвакуированное в Красноярск) и через 8 месяцев обучения в звании лейтенанта уезжает на фронт. В качестве командира взвода разведки воевал под Ростовом и Луганском. Осенью 1943 года в боях на реке Миус был тяжело ранен и контужен. Едва не потеряв ногу, был комиссован инвалидом I группы.
Окончил учёбу в Алма-Атинском юридическом институте. С 1947 года по 1962 год жил в Абакане. Работал собственным корреспондентом газеты «Красноярский рабочий» по Хакасской автономной области. C 1962 года — ответственный секретарь Красноярской писательской организации, главный редактор журнала «Енисей» (1962—1976).
Похоронен на Бадалыкском кладбище в Красноярске.

## Литературное творчество
Литературную работу начинал как поэт. Цикл стихов был опубликован в журнале «Октябрь» (1949). А уже в 1951 году в Абакане вышел первый его поэтический сборник «Земляки». В 1956 году дебютировал как драматург. Его пьеса «Судьба Коронотовых» прошла в ряде театров.
В конце 1950-х гг., обратившись к истории, взялся за роман «Половодье». Первая книга вышла в 1959 году, а вторая — в 1961 году. В этой дилогии писатель рассказывает о гражданской войне в Сибири, объективно показывая события того времени. Об успехе романа говорит тот факт, что «Половодье» переиздавалось пять раз массовыми тиражами.
Позже продолжил эту тему в романе «Отложенный выстрел». Его перу принадлежит книга об освоении целины «Нужно верить». Судьбам своего поколения Анатолий Чмыхало посвятил роман «Три весны». Исторические сюжеты создания города Красноярска и других событий XVII века на берегах Енисея легли в основу романов «Дикая кровь» и «Опальная земля»: проза Анатолия Чмыхало дала обильную пищу для исследования историков, этнографов, этнопсихологов, фольклористов. В 2007 году писатель публикует дилогию в стихах и прозе «В царстве свободы», состоящую из романов «Ночь без сна» и «Плач о России», а потом снова возвращается к стихам: в 2009 году выходит его сборник «Самородки: Нецензурные стихи», в 2011 году вышла вторая часть этой поэтической дилогии — «Россыпи. Озорные стихи».

### Произведения
- «Земляки» (Стихи), 1951 г.
- «Страда» (Стихи), 1955 г.
- «Половодье» (Роман), 1959-61 гг.
- «Нужно верить» (Роман), 1964 г.
- «Три весны» (Роман), 1969 г.
- «Дикая кровь» (Роман), 1979 г.
- «Отложенный выстрел» (Роман), 1981 г.
- «Опальная земля» (Роман), 1986 г.
- «Седьмая беда атамана» (Роман), 1994 г.
- «Ночь без сна» (Роман), 2003 г.
- «Плач о России» (Роман), 2007 г.
- «Самородки: Нецензурные стихи» (Стихи), 2009 г.
- «Россыпи. Озорные стихи» (Стихи), 2011 г.

### О творчестве Анатолия Чмыхало
Анна Тимирёва, гражданская жена адмирала Колчака:

«Анатолий Чмыхало первым написал Колчака, каким он был. В „Половодье“ верно показаны сложнейшие ситуации Гражданской войны, развязанной большевиками, в которой не было, да и не могло быть, победителей.
„Половодью“ уготована долгая и добрая жизнь — я уверена в этом. Большое спасибо писателю за прекрасную книгу!»

Писатель Владимир Солоухин:

«Должен сказать, что Анатолий Чмыхало для семидесятых годов, когда писался роман „Отложенный выстрел“ да со скидкой на отдаленность от московского, хотя бы некоторого, „свободолюбия“ довольно объективен и даже временами смел.»

## Государственные и иные награды
- Почётный гражданин Красноярска (1994)
- Заслуженный работник культуры РСФСР
- орден Отечественной войны 1-й степени (11.03.1985)
- орден Отечественной войны 2-й степени (30.05.1951)
- Орден Дружбы народов
- Орден «Знак Почёта»
- Орден Дружбы (2000) — за заслуги перед государством, многолетнюю плодотворную деятельность в области культуры и искусства, большой вклад в укрепление дружбы и сотрудничества между народами[4]
- медаль «За трудовую доблесть» (28.10.1967)
- медаль «За трудовое отличие» (11.01.1957)
- ещё 18 медалей

В честь писателя назван паром «Анатолий Чмыхало», построенный для города Игарка. Его имя носит сквер в Красноярске на пересечении улиц Яковлева и Толстого. В парке имени 400-летия Красноярска планируется создание переулка «Чмыхаловские россыпи».

## Дети
- Борис Анатольевич Чмыхало (1950—2014)
- Ольга Анатольевна Карлова (род. 1957)

### Интервью
- «Люди, не творите бесчестия!» Анатолий Чмыхало о журналистике, Сибири и общественном признании. Городские новости Красноярск (29 декабря 2019). Дата обращения: 3 мая 2023.
- «Дикая» и «опальная» Сибирь Анатолия Чмыхало. Наш Красноярский край (21 августа 2014). Дата обращения: 3 мая 2023.